# Augaire mac Dúnlainge
Augaire mac Dúnlainge ou   Úgaire mac Dúnlainge (mort en 1024) est un roi de Leinster  du sept Uí Muiredaig issu des Uí Dúnlainge une lignée royale du Laigin. Il règne de 1018 à 1024.

## Règne
Augaire mac Dúnlainge est le second des fils de Dúnlaing mac Tuathal. Il succède à Bran mac Máel Mórda du sept Uí Fáeláin lorsque ce dernier est aveuglé et déposé. Le Livre de Leinster lui accorde un règne de sept années. En 1024 alors qu'il réside à Dubnloch avec Máel Mórda fils de Lorcan roi des Uí Cheinnselaigh et le fils de ce dernier. ils sont attaqués, capturés et périssent dans l'incendie de leur demeure par Donn Sléibe mac de Máel Mórda, roi du sept rival Uí Fáeláin. Ce dernier est ensuite tué par vengeance par les Uí Muiredaig. Il a comme successeur son frère Donnchad mac Dúnlainge

## Article lié
- Liste des rois de Leinster

## Sources primaires
- Livre de Leinster, Rig Laigin et Rig Hua Cendselaig sur CELT: Corpus of Electronic Texts at University College Cork
- Annales d'Ulster sur CELT: Corpus of Electronic Texts at University College Cork

## Sources secondaires
- (en) T.W Moody, F.X. Martin, F.J. Byrne, A New History of Ireland IX Maps, Genealogies, Lists. A companion to Irish History part II, Oxford, Oxford University Press, 2011, 690 p. (ISBN 978-0-19-959306-4), p. 134 & 200 Kings of Leinster to 1171
- (en) Francis John Byrne, Irish Kings and High-Kings, Dublin, Four Courts Press, 2001, 341 p. (ISBN 978-1-85182-196-9)